# Lucia Mannucci
Lucia Mannucci (Bologna, 18 maggio 1920 – Milano, 7 marzo 2012) è stata una cantante italiana, nota soprattutto per essere stata la voce femminile del Quartetto Cetra. Era sposata con un altro dei componenti del quartetto, il cantante Virgilio Savona.

## Biografia
Trasferitasi a pochi mesi dalla nascita a Milano, esordì sul palco dell'Istituto dei Ciechi di Milano all'età di 4 anni con la canzoncina La mamma dei gatti. Da adolescente frequentò la scuola "Arte del movimento" diretta da Carla Strauss e con il Gruppo Strauss partecipò, nel 1937, alle opere teatrali Edipo Re di Sofocle al Teatro Romano di Sabratha (Libia); I Trionfi (a cura di Arturo Rossato) all’Arena di Milano e, nell’ambito della XX Biennale d’Arte di Venezia, in Le baruffe chioggiotte di Goldoni e in Giulietta e Romeo di Shakespeare. Nel 1941, sollecitata da Alberto Rabagliati, si presentò alle audizioni dell'EIAR e, superandola, venne assegnata come cantante a disposizione delle orchestre radiofoniche. Per alcuni anni fu impegnata in tournée di concerti e riviste teatrali, in particolare con il maestro Alberto Semprini, lavorando, tra gli altri, con Gorni Kramer, Natalino Otto e il Quartetto Cetra.
Il 19 agosto 1944 sposò Antonio Virgilio Savona, componente del Quartetto Cetra (dal quale, nel 1946, ebbe il figlio, Carlo). Tre anni dopo entrò anche lei nel gruppo, in sostituzione di Enrico De Angelis. Iniziò così tra i due un lungo sodalizio che univa vita privata e musicale. Del Quartetto Cetra lei fu la voce solista femminile.
Oltre all'attività con i Cetra, Lucia Mannucci fu cantante solista, autrice di canzoni, attrice di musical, presentatrice di programmi radiofonici e televisivi. Negli anni quaranta, lanciò la canzone Ho un sassolino nella scarpa, scritta da Fernando Valci. Fu il suo primo successo radiofonico, ma l'incisione del brano venne affidata a Natalino Otto. Nel 1942 uscì il suo primo disco per la Cetra. Successivamente incise per la Fonit, la Columbia, la Voce del Padrone e la Ricordi. Nel 1944 incise con il Quartetto Cetra Dove siete stata nella notte del 3 giugno, di Age-Giacobetti-Savona, canzone nella quale canta una parte di Ho un sassolino nella scarpa.
Partecipò come autrice al Festival di Sanremo 1955 con Una fotografia nella cornice, interpretato da Natalino Otto e Antonio Basurto e allo Zecchino d'Oro 1996 scrivendo il testo del brano Filastrocca dei fumetti.
Assieme al marito svolse attività di ricerca nell'ambito della musica popolare, spesso destinata all'infanzia; insieme parteciparono al doppiaggio del film Il favoloso Andersen. 
Con I dischi dello Zodiaco, Lucia e Virgilio incisero il disco Filastrocche in cielo e in terra (1972), venti filastrocche di Gianni Rodari musicate da Savona e Un asinello di nome Platero (1979), canzoni scritte e musicate da Savona, ispirate dal libro Platero y Yo di J. Ramon Jimenez. Nel 2007 è insieme al marito nel CD Capricci, con registrazioni di canzoni realizzate in casa.
Morì a Milano il 7 marzo 2012, all'età di 91 anni.
Prima della sua scomparsa, era l'ultima dei quattro membri del Quartetto Cetra ancora in vita.

## Il teatro di rivista
- Aria nuova, Compagnia Totò, con Totò, Elena Giusti, Lucia Mannucci, Eduardo Passarelli, Alfredo Jandolo, Mario Riva, Fausto Tommei, Quartetto Cetra, musiche Armando Fragna, al Teatro Valle di Roma il 1º settembre 1943.
- Una notte al Madera di Rubens e Ramo con Kramer, Natalino Otto, il Quartetto Cetra, Lucia Mannucci e altri., al Teatro Nuovo di Milano il 23 dicembre 1943.
- Gran Baldoria (1951-52), Spettacoli Errepi, di Garinei-Giovannini, musiche di Kramer con Enrico Viarisio, Elsa Merlini, Isa Barzizza, Adriano Rimoldi, Quartetto Cetra, Ermanno Roveri, Enzo Garinei dove interpreta come solista il brano Cantando un blues di Kramer-Giacobetti.
- Gran Baraonda (1952-53), Spettacoli Errepi,di Garinei-Giovannini, musiche di Kramer con Wanda Osiris, Alberto Sordi, Enzo Turco, il Quartetto Cetra.
- Siamo tutti dottori (1954-55), Spettacoli Errepi,di Age-Scarpelli-Verde, musiche di Armando Trovaioli con Riccardo Billi, Mario Riva, Quartetto Cetra, Diana Day, Franca May, Cesare Bettarini, Mimmo Graig, Aurora Trampus
- Da New Orleans a Sanremo (1956) del Quartetto Cetra con il Quartetto Cetra e Luciano Sangiorgi
- Carlo, non farlo (1956-57) di Garinei-Giovannini, musiche di Kramer con Carlo Dapporto, Lauretta Masiero, Quartetto Cetra, Pamela Palma, Carlo Rizzo, Gino Ravazzini, Elio Pandolfi, Ondina di San Giusto, Valeria Fabrizi.
- Billi e pupe (1957-58) di Dino Verde, musiche di Aldo Buonocore, con Riccardo Billi, Mara Berni, il Quartetto Cetra, Anna Campori, Gino Ravazzini.
- Un trapezio per Lisistrata (1958-59) di Garinei-Giovannini, musiche di Kramer con Delia Scala, Mario Carotenuto, Nino Manfredi, Paolo Panelli, il Quartetto Cetra, Eliana Silli e con Ave Ninchi.

## Filmografia
- Maracatumba... ma non è una rumba, regia di Edmondo Lozzi (1949).
- Il microfono è vostro, regia di Giuseppe Bennati (1951): con il Quartetto Cetra canta Vecchia America di Luttazzi.
- Café chantant, diretto da Camillo Mastrocinque (1953): con il Quartetto Cetra canta In un vecchio palco della Scala di Kramer-Garinei-Giovannini.
- Ferragosto in bikini, regia di Marino Girolami (1960).
- La ragazza sotto il lenzuolo, regia di Marino Girolami (1961).
- Non cantare, spara, film TV (1968) regia di Daniele D'Anza.

## Doppiatrice film
- Judy Garland in Il mago di Oz, 1939 (parte cantata doppiaggio originale)
- Zizi Jeanmaire in Il favoloso Andersen, 1952 (parte cantata)
- Catherine Spaak in La vedova allegra, film TV (1968) regia di Antonello Falqui

## Discografia
Singoli
- Il nanetto del boschetto (Valci-Zeme) / Sulle onde della radio (De Marte-Sordi-Zeme) – disco Cetra IT11135, matrici 1/02/1942;
- Adesso faccio la brava (Savona-Age) / Nella penombra (Savona-Mannucci) – disco Fonit 12122, matrici 1/06/1944;
- I vecchi motivi (Savona Age) / Basta, signor cuore (Savona-Giacobetti) – disco Fonit 12123, matrici 1/06/1944;
- Canzoni per voi (Boschi) / Danza di primavera (Kramer-Giacobetti) – disco Fonit 12124, matrici 1/11/1944;
- Lacrime dimenticate (Kramer-Mannucci) / Che pigro! (Kramer-Giacobetti) – disco Fonit 12125, matrici 1/11/1944;
- Mattino (Barzizza-Tettoni) / Un nome dimenticato (Mascheroni) – disco Fonit 12126, matrici 1/11/1944;
- Cuore vagabondo (Kramer-Giacobetti) / Caro sole (Kramer-Giacobetti) – disco Fonit 12222, matrici 7/11/1945;
- Vous qui passez sans me voir (Misraki) / Cucciolo (Savona-Testoni) – disco Fonit 12223, matrici 7/11/1945;
- Vorrei tornare nella vecchia casa (Savona-Mannucci-Kramer) / Dolcissima melodia (Savona-Mannucci-Kramer) – disco Fonit 12224, matrici 1/11/1944;
- Fossette nelle guance (Fecchi-Garinei-Giovannini) / Per sognar mi basta un fiore (Savona-Mannucci) – disco Fonit 12225, matrici 7/11/1945;
- Non ho più pace (Rossi-Mascheroni) / Tutto ti attende (Kramer-Giacobetti) – disco Decca 27034 BSWS 40-49, matrici 1/02/1947;
- Non dirmi "no" (Fain-Devilli) / Che succede all'Accademia (Edens-Blanc-Devilli) – disco Columbia CQ 1670, matrici 12/11/1947;

## Programmi radio Rai
- Trio orchestre Gambarelli, Boneschi, Mojoli, con la cantante Lucia Mannucci, programma trasmesso il 16 gennaio 1947
- Gorni Kramer e il suo complesso Grand Hotel, con le voci di Lucia Mannucci e Bruno Pallesi, trasmessa il 24 giugno 1952
- Una voce e un pianoforte, con Lucia Mannucci e Pino Spotti, (1953)
- Orchestra di Angelo Brigada, con i cantanti Paolo Bacilieri, Lucia Mannucci, Emilio Pericoli, trasmesso il 17 gennaio 1956

## Riconoscimenti
- Nel 2018 il Comune di Milano ha deciso che il suo nome venga iscritto nel Famedio, all'interno del Cimitero Monumentale[3].